# Wasserturm (Deutsche Celluloid-Fabrik)
Der Wasserturm der ehemaligen Deutschen Celluloid-Fabrik (DCF) in Eilenburg ist ein 60,5 Meter hoher, im Jahr 1916 für die Brauchwasserbereitstellung des ehemaligen Chemiewerks erbauter Wasserturm. Er ist als Stadtbild prägendes Bauwerk und als herausragendes Beispiel der Industriearchitektur in Eilenburg eingetragenes Kulturdenkmal in der Landesdenkmalliste.

## Geschichte
Der Wasserturm wurde 1915–1916 durch die Bauunternehmung Dykerhoff & Widmann AG (Niederlassung Dresden) als Brauchwasserspeicher und zur Stabilisierung des Wasserdrucks der damaligen Deutschen Celluloid-Fabrik, später Eilenburger Chemiewerk (ECW), errichtet. Der Turm verfügte über drei Wasserbehälter mit 1 × 1500 m³ und 2 × 500 m³ Fassungsvermögen. Im Jahr 1916 wurde der Turm fertiggestellt, später wurden in den Turmschaft Rektifikationsanlagen eingebaut, womit dem technischen Alkohol, der in Trocknungsprozessen eingesetzt wurde, hier das Wasser wieder entzogen wurde. Im Jahr 1950 fand eine erste Sanierung des Wasserturms statt.
2002/2003 wurde der Turm erneut umfangreich saniert. Die Rektifikationsanlagen wurden abgebaut, der 500–m³-Behälter im Keller zum Löschwasserspeicher für das benachbarte Gewerbegebiet ertüchtigt und mit moderner Pumptechnik ergänzt. Die einsturzgefährdete, von Korrosion angegriffene Stahlbetonkonstruktion des Kegelschalendachs wurde durch eine Stahl-Holz-Konstruktion ersetzt, Nistplätze geschaffen und Antennenanlagen für den Mobilfunk installiert. Für den Empfang und die Abstrahlung der letzteren sind mehrere große Schlitze in die zylindrische Außenwand unter dem Dach gefräst und verkleidet worden. Die Laterne ist am Boden neu gebaut und mit einem Kran auf das Kegeldach gehoben worden. Diese Nutzung des Turms rechtfertigte seinen Erhalt und die Gesamtkosten der Sanierung von 1.597.500 Euro. Die Planung lag in der Verantwortung des Ingenieurbüros Röder (Doberschütz). Ausgeführt wurde die am 24. Februar 2004 offiziell abgeschlossene Sanierungsmaßnahme von 18 ABM-Kräften, koordiniert durch die Regiestelle des Arbeitsamts Leipzig und durch das bauausführende Unternehmen Dr. Waldenburger GmbH.

## Bauweise
Das Bauwerk prägt die Silhouette der Stadt Eilenburg durch seine Höhe von 60,5 Metern. Der Wasserturm wurde in der Intze-Bauweise errichtet. Zehn über seinen Umfang verteilte Stahlbetonsäulen bilden die statische Grundstruktur. Im Inneren schwingt sich die erste Treppe spiralförmig über 184 Stufen entlang der Turmmauer und der Säulen bis zum 54.000 Liter fassenden Abfallbutanol-Behälter in die Höhe. Unter der Zylinderschale befinden sich ovale und runde Fenster, von denen ein weiter Blick über die Stadt, das ehemalige ECW-Gelände und die Aue der Mulde möglich ist. Über weitere 117 Stufen einer Spindeltreppe gelangt man in die Laterne unter der Turmspitze.

## Nutzung
Nach der Errichtung 1916 diente der Turm zur Brauchwasserbereitstellung für die Zelluloidfabrik. Im Jahr 2002 wurde der Wasserturm in seiner ursprünglichen Funktion nicht mehr benötigt; er dient seitdem jedoch als Löschwasser-Reservoir für das Industrie- und Gewerbegebiet. Im Turmschaft wurden im Rahmen des Artenschutzes 20 Nistplätze für Mauersegler eingerichtet. In der oberen Zylinderschale sind optisch nicht wahrnehmbare Antennenanlagen von Mobilfunkbetreibern installiert.

## Fotos

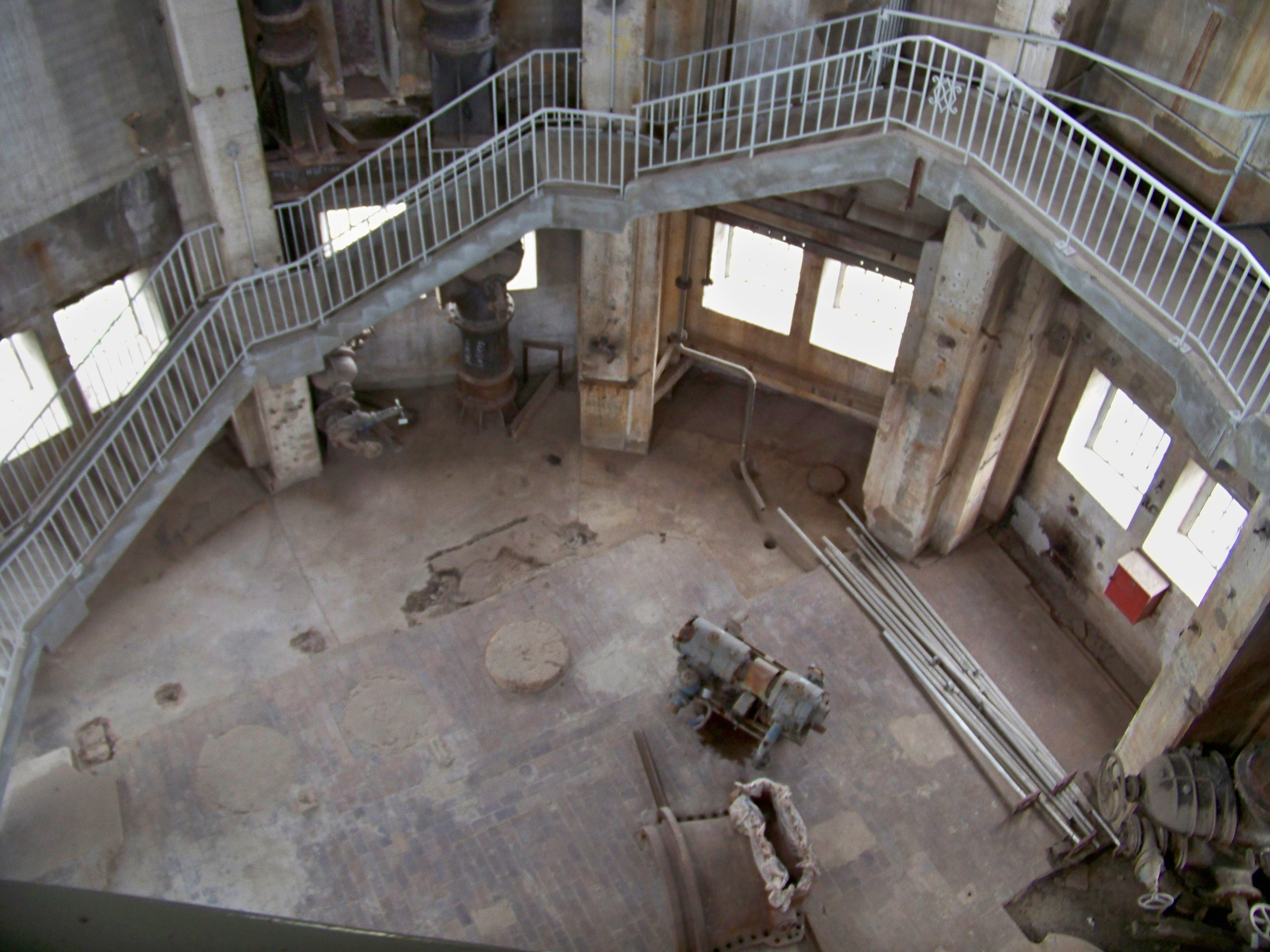
Treppe entlang der Mauer
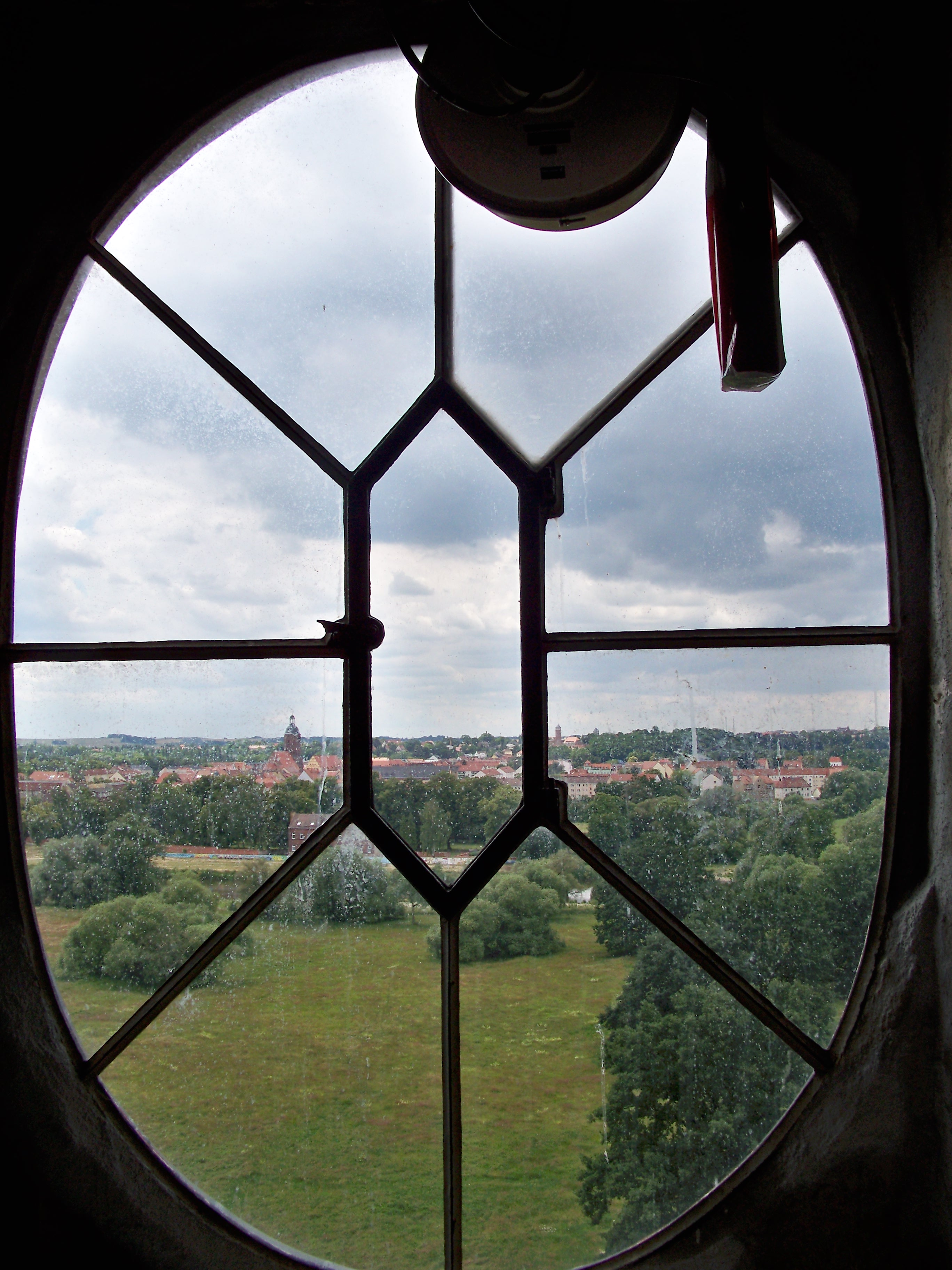
Ausblick
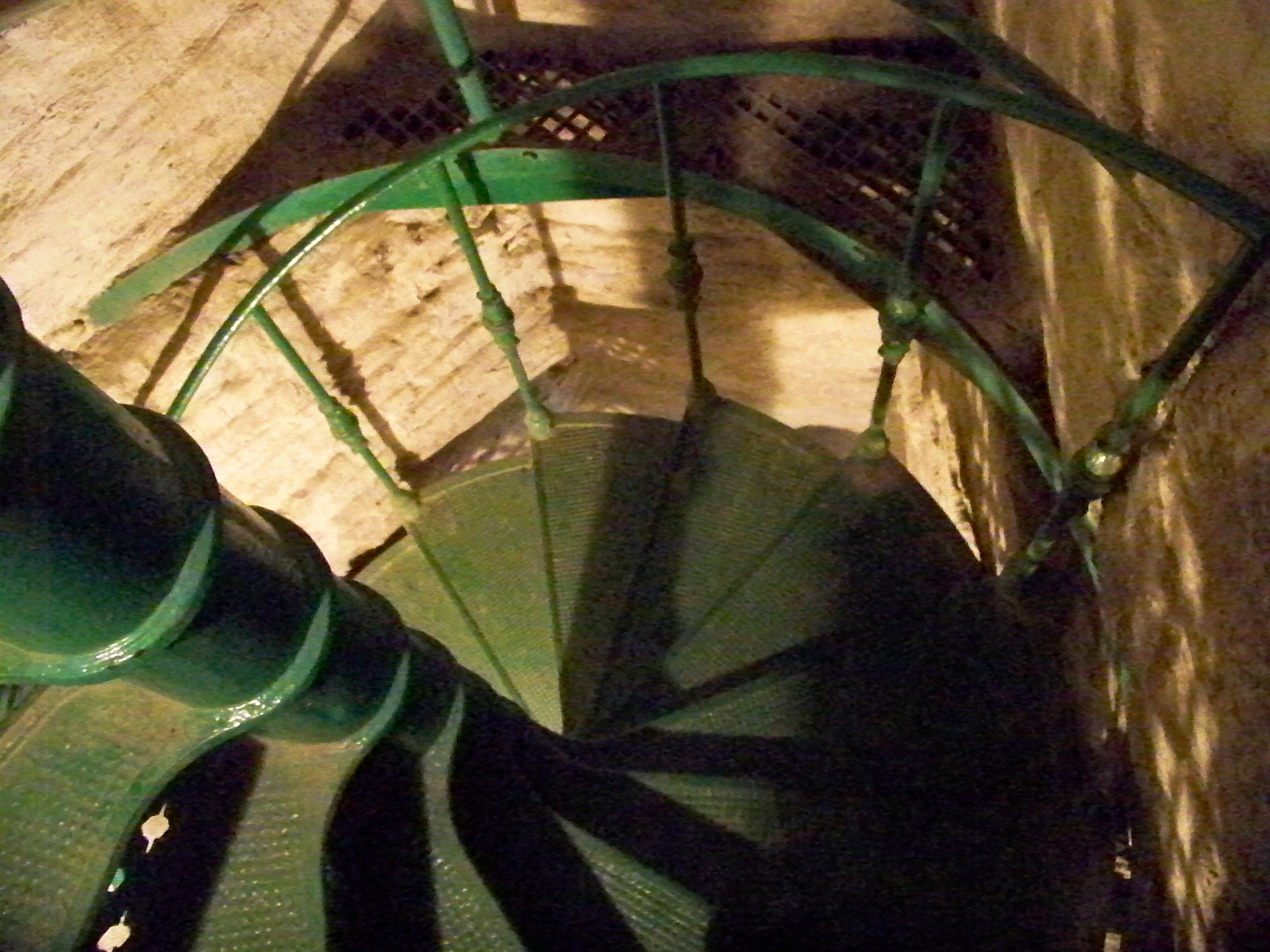
Wendeltreppe zur Turmspitze
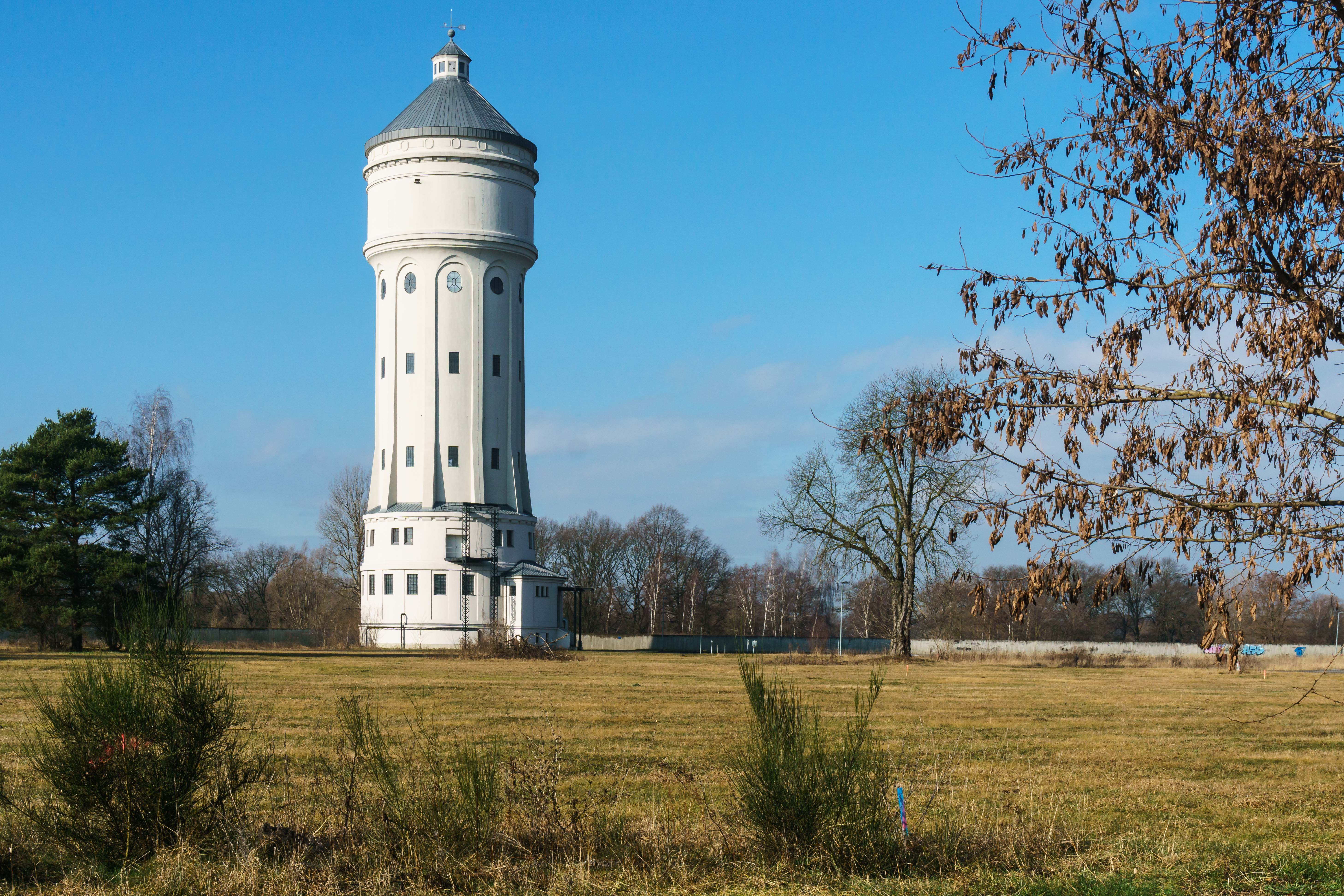
Außenansicht